# Tân La Hi Khang vương
Hi Khang Vương (mất 838, trị vì 836–838) là người trị vì thứ 43 của Tân La. Ông là vương tôn của Nguyên Thánh Vương và là con trai của y xan Kim Hiến Trinh (Kim Heon-jeong) và Bao Đạo (Podo) phu nhân. Ông kết hôn với Văn Mục (Munmok) vương hậu, tức con gái của đại a xan Trung Cung (Chunggong). Ông có tên húy là Kim Đễ Long (金悌隆, 김제륭) hay Kim Đễ Lặc (金悌勒, 김제옹).
Năm 836, Hưng Đức Vương băng hà. Kim Quân Trinh đang làm tể tướng nên đương nhiên sẽ được kế vị ngôi vua Tân La. Kim Đễ Long (cháu trai của vua Tân La Hưng Đức Vương) biết Kim Minh còn sống thì liền triệu tập các quý tộc để tính chuyện chống lại cha con Kim Quân Trinh và Kim Hựu Trưng. Từ đây Kim Đễ Long cùng thúc phụ (em họ của vua Tân La Hưng Đức Vương) là Kim Quân Trinh (Kim Gyunjeong) tranh giành quyền lực. Sau đó, Kim Hựu Trưng cố gắng thuyết phục ông và phe cánh của ông ủng hộ cha của Kim Hựu Trưng là Tể tướng Kim Quân Trinh lên ngôi. Kết quả tại Hội nghị Hoà Bạch, Tể tướng Kim Quân Trinh được tất cả mọi người tôn lên làm vua mới của Tân La, chọn ngày tốt làm lễ đăng cơ. Tin tức truyền đến Thanh Hải và Trương Bảo Cao dẫn Trịnh Niên, Thôi Võ Xương, Triệu Tương Kiến, Jang Seong-pil đến kinh đô Kim Thành giao ngọc tỷ lại cho Kim Hựu Trưng. Giao xong ngọc tỷ, Trương Bảo Cao dẫn toàn bộ quân trở về Thanh Hải mà không dự lễ đăng cơ của Kim Quân Trinh.

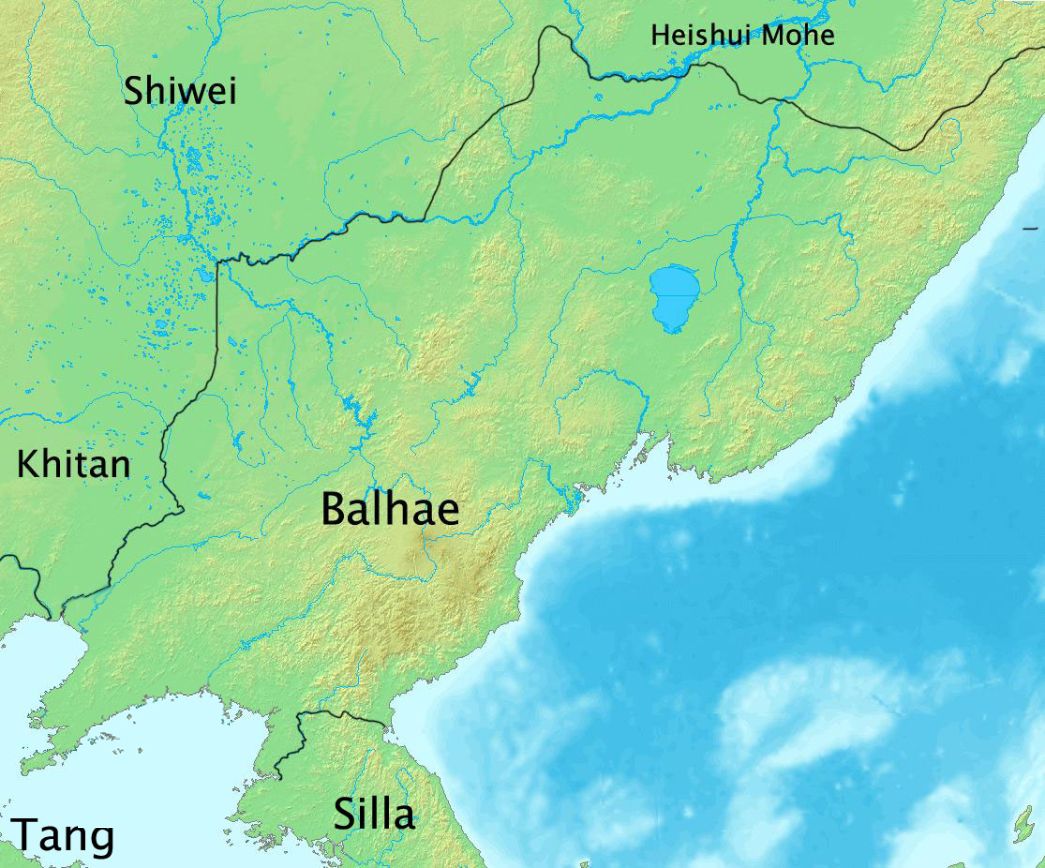
Bản đồ vương quốc Bột Hải của vua Bột Hải Trang Tông khi quân đội Bột Hải nam tiến can thiệp vào ngôi vua của Tân La phía nam năm 836.

Ngày hôm sau lễ đăng cơ của Kim Quân Trinh diễn ra. Thái tử Kim Hựu Trưng, Kim Dương, Kim Ứng Thuận, Yeom Jang, Jang Dae Chi, Bạch Hà đi theo hộ vệ từ ngoài Kim Thành vào hoàng cung Kim Thành. Jami phu nhân mượn quân đội Bột Hải từ vua Bột Hải Trang Tông của vương quốc Bột Hải và quân đội Tân La của Kim Đễ Long cùng hộ vệ của bà ta tiến về Kim Thành tập kích đoàn người đưa Kim Quân Trinh đăng cơ làm vua. Kim Quân Trinh bị giết chết khi chưa kịp làm lễ đăng cơ nên lịch sử Tân La không công nhận Kim Quân Trinh là vua của Tân La. Kim Hựu Trưng và Kim Dương đều bị thương. Lúc này Trương Bảo Cao thấy có quân đội lạ không cờ hiệu đang tiến về Kim Thành nên dẫn toàn quân quay lại Kim Thành, cứu được Kim Hựu Trưng rồi đưa ông cùng về Thanh Hải. Kim Dương, Yeom Jang, Jang Dae Chi, Bạch Hà cũng chạy theo hướng Thanh Hải. Triệu Tương Kiến vào Kim Thành đưa Kim Khánh Ưng (con của Kim Hựu Trưng) rời Kim Thành để đi đến Thanh Hải.
Jami phu nhân cùng Kim Đễ Long, Kim Rihong và quân Bột Hải đưa Kim Minh (Kim Myeong) tiến vào hoàng cung Kim Thành. Kim Minh sau đó nghe đề nghị của Jami phu nhân mà lập Kim Đễ Long (kẻ đối kháng với Kim Quân Trinh) lên ngôi vua Tân La, tức là vua Tân La Hi Khang Vương. Quân đội Bột Hải sau đó rút về vương quốc Bột Hải (đời vua Bột Hải Trang Tông). Vua Bột Hải Trang Tông sau đó tiến hành các hoạt động thương mại với Tân La (đời vua Tân La Hi Khang Vương).

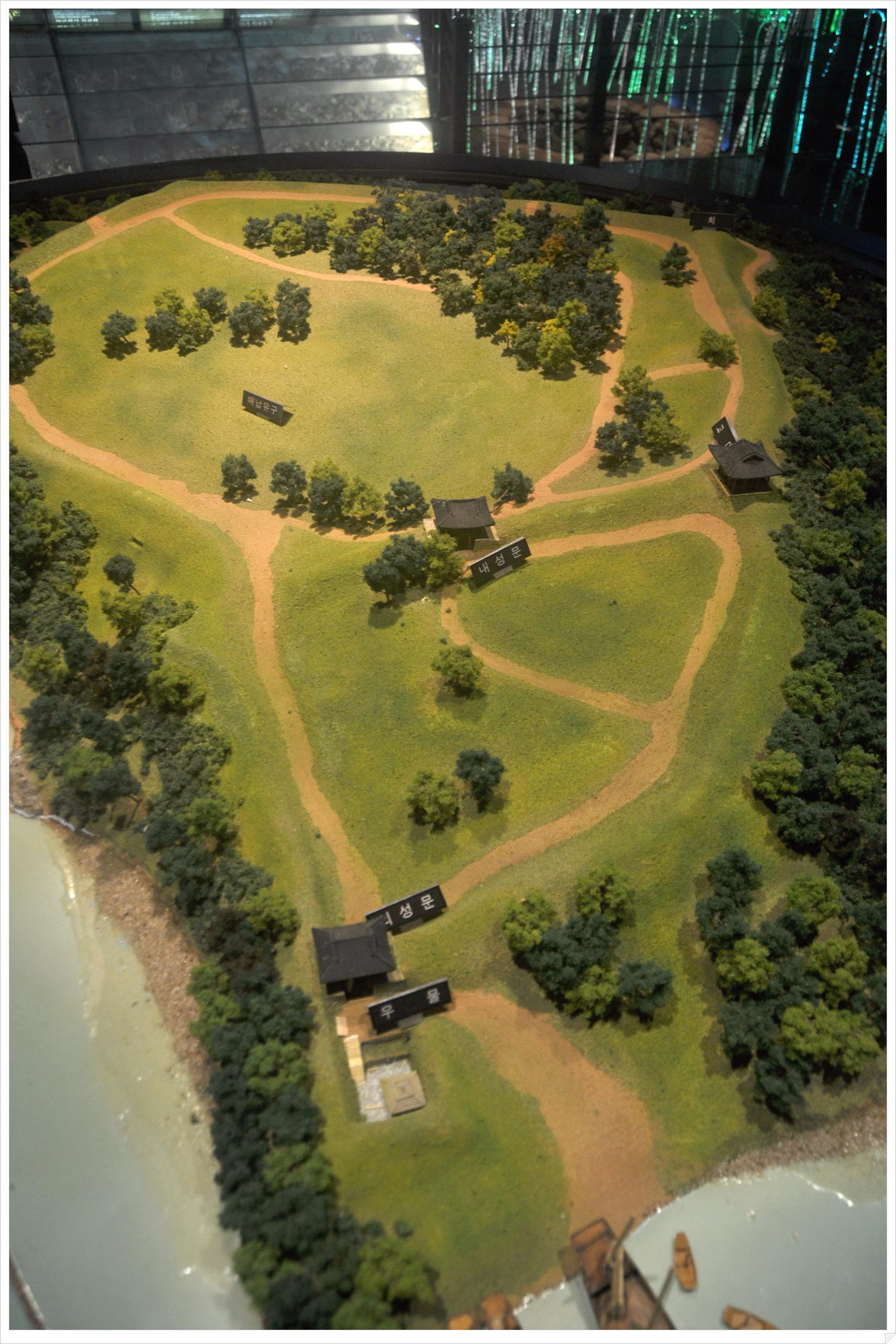
Mô hình Thanh Hải trấn (Cheonghaejin) của Trương Bảo Cao

Tháng 5 năm 837, Kim Hựu Trưng cùng con là Kim Khánh Ưng được đoàn quân của Trương Bảo Cao, Trịnh Niên, Thôi Võ Xương, Jang Seong-pil, Triệu Tương Kiến đưa về đến Thanh Hải trấn (Cheonghaejin). Ở kinh đô Kim Thành (Khánh Châu - Gyeongju), Hi Khang Vương phong cho Kim Minh làm Thượng đại đẳng, dù Kim Minh chỉ là chân cốt.
Mùa xuân năm 838, Kim Dương, người khi đó đang ẩn mình trên một ngọn núi gần kinh đô, đã nghe thấy các tin tức và cùng Yeom Jang, Bạch Hà, Jang Dae Chi mang toàn quân bí mật Thanh Hải trấn (Cheonghaejin) quy thuận Kim Hựu Trưng và Trương Bảo Cao. Kim Dương kể cho Kim Hựu Trưng về các sự kiện và thuyết phục ông ta trả mối thù này.
Nhà sư Ennin đi cùng với phái đoàn ngoại giao của Fujiwara no Tsunetsugu từ Nhật Bản đến Thanh Hải trấn (Cheonghaejin) thuộc Tân La thì dừng chân để thuê tàu Tân La sang nhà Đường nhằm tìm kiếm kinh điển Phật giáo. Nguyên do là vì họ biết tàu Tân La của Trương Bảo Cao ở Thanh Hải trấn thời đó có chất lượng tốt hơn so với các tàu được sản xuất tại Nhật Bản. Tại đây nhà sư Ennin đã viết lại nhiều thông tin về Thanh Hải và Trương Bảo Cao trong Nhật ký Nittō Guhō Junrei Kōki (入唐求法巡礼行記) của ông. Sau đó nhà sư Ennin cùng Fujiwara no Tsunetsugu rời Thanh Hải đến nhà Đường (đời vua Đường Văn Tông).
Muốn giảm nguồn thu của Thanh Hải trấn (Cheonghaejin) của Trương Bảo Cao, Jami phu nhân phái người sang nhà Đường (đời vua Đường Văn Tông) mua chuộc quan lớn ở Trường An đánh thuế nặng các thương thuyền từ nhà Đường đến bến tàu Thanh Hải trấn của Tân La. Các thương thuyền từ nhà Đường sau đó đều tránh Thanh Hải trấn mà cập bến ở các bến tàu khác thuộc Tân La.
Cảm thấy Kim Minh nắm toàn bộ quyền hành trong triều đình Tân La, còn bản thân không có quyền lực gì, Hi Khang Vương liền ban lệnh ân xá cho Kim Hựu Trưng ở Thanh Hải. Tuy nhiên Kim Hựu Trưng nhận thấy ở kinh đô Kim Thành (Khánh Châu - Gyeongju) đang tồn tại mối đe dọa lớn cho ông ấy chính là Kim Minh, người đã trở thành Thượng đại đẳng nên Kim Hựu Trưng không đến Kim Thành giúp Hi Khang vương.
Giữa tháng 11 năm 838, Trương Bảo Cao ở Thanh Hải trấn (Cheonghaejin) chỉ thấy thương thuyền Nhật Bản (đời Thiên hoàng Ninmyō), thương thuyền Ba Tư, thương thuyền Đại Tùng quốc đến mà không còn thương thuyền từ nhà Đường đến nữa thì cùng Yeom Jang, Bạch Hà, Triệu Tương Kiến lên đường sang Dương Châu nhà Đường (đời vua Đường Văn Tông) tìm hiểu nguyên nhân. Jami phu nhân cũng đích thân sang Dương Châu nhà Đường để gặp hoạn quan người Tân La là Thiên Thượng Quý (cấp dưới trực tiếp của hoạn quan Thọ Quang - người đã vâng lệnh của vua Đường Văn Tông hạ độc giết chết Thái tử Lý Vĩnh vào ngày 6 tháng 11 cùng năm 838), nhờ ông ấy xin vua Đường Văn Tông ban lệnh cấm thương thuyền nhà Đường đến Thanh Hải trấn của Tân La, để cô lập hoàn toàn Trương Bảo Cao, đồng thời xin triều đình nhà Đường ủng hộ Kim Minh làm vua Tân La thay cho Hi Khang Vương đương vị. Đổi lại Jami phu nhân hứa sẽ cắt đất Hán Châu (Hanju) và Thanh Hải trấn (Cheonghaejin) của Tân La cho Thiên Thượng Quý.
Lúc này Hi Khang Vương ở kinh đô Kim Thành đã bị quân đội của Thượng đại đẳng Kim Minh bao vây hoàng cung thì sợ hãi. Hi Khang Vương sai sứ đến Thanh Hải trấn (Cheonghaejin) nhằm xin Trương Bảo Cao ra quân giúp đỡ nhưng Trương Bảo Cao đã đi Dương Châu nhà Đường. Các tướng của Trương Bảo Cao là Thôi Võ Xương, Trịnh Niên không quyết định được khi Trương Bảo Cao đi vắng. Kim Dương đốc thúc Kim Hựu Trưng nên tự đứng ra thống lĩnh 1 vạn quân ở Thanh Hải đi đánh kinh đô Kim Thành nhưng Kim Hựu Trưng do dự không quyết.
Tháng 12 năm 838 ở kinh đô Kim Thành của Tân La, Thượng đại đẳng Kim Minh biết tin Hi Khang Vương từng sai sứ đến Thanh Hải trấn (Cheonghaejin) xin Trương Bảo Cao ra quân giúp đỡ thì nổi giận. Kim Minh kéo quân đánh vào hoàng cung, giết chết một vài phụ tá của vua và buộc Hi Khang Vương uống thuốc độc tự sát. Vua Tân La Hi Khang Vương được chôn tại núi Sosan ở kinh đô Kim Thành (Khánh Châu - Gyeongju). Kim Minh tự lập làm vua của Tân La, tức là vua Tân La Mẫn Ai vương.
Khi đó Kim Hựu Trưng sau bao lần chần chừ chưa quyết thì nay mới quyết định mang quân của Thanh Hải đánh vào hoàng cung Kim Thành cứu vua Hi Khang Vương. Tuy nhiên tin tức vua Hi Khang Vương đã tự sát ở kinh đô Kim Thành khiến Kim Hựu Trưng hối hận về sự chần chừ trễ nãi của mình.